# Mahavelona
Mahavelona zvana i Foulpointe, mjestašce na obali Indijskog oceana u Madagaskaru s manje od 1 000 stanovnika u Provinciji Toamasini.

## Povijest
Lokalitet na kojem se danas nalazi mjesto nekoć se zvao Andranonampango, pa Foulpointe i konačno Mahavelona.
Obližnji zaljev pored rijeke Onibea bio je omiljeno sidrište trgovaca robljem sredinom 18. stoljeća umjesto dotadašnjeg puno većeg zaljeva Antongile. Tad je mjesto dobilo ime Foulointe, što se zbilo jer je engleski brod po imenu Full dopremio i iskrcao na plažu brojne darove za domorodačko stanovništvo (glazbene kutije, porculan, odjeću i slične predmete). Naselje se razvilo krajem 19. stoljeća kad je kralj Radama I. na brježuljku iznad zaljeva izgradio utvrdu nazvanu Mandani Foulointe koja je postala važna strateška točka za obranu od pomorskih napada s istoka. Njen kružni oblik i niski profil bio je tad vrlo suvremen jer onemućavao izravne pogotke gelera. Unutar zidina utvrde bile su tri građevine. To su vojarna, kuhinja i zatvor te podzemni tajni prolaz koji su branitelji utvrde iskoristili prilikom napada Francuza na utvrdu u doba vladavine Ranavalone I.

## Geografska i klimatska obilježja
Mahavelona leži pored ušća rijeke Onibea, 58 km sjeverno od grada Toamasine dok je od glavnog grada Antananariva udaljena oko 381 km državnom cestom br. 5. Klima je tipična tropska sa stalnim dnevnim kišama i visokim temperaturama tijekom cijele godine. Od rujna do studenog traje najsušnije razdoblje, dok od veljače do travnja padne najviše oborina. Prosječna dnevna temperatura je relativno konstantna cijelu godinu, iako je malo hladnije u srpnju i kolovozu kad je prosječna temperatura oko 24 °C. Nešto toplije je u siječnju i veljači kad temperature dosežu u prosjeku 30 °C.

## Turizam
Mahavelona je danas jedno od najpopularnijih turističkih odredišta na Madagaskaru zbog dojmljivosti svojih plaža, zaštićenog koraljnog grebena i simpatičnih malih hotela bungalova (Hotel Ixora, Manda Beach, Vako, Laganda itd.).

## Vanjske poveznice
- Madagascar Initiatives: Foulpointe, Madagascar - Seaside Resort  Arhivirana inačica izvorne stranice od 8. prosinca 2015. (Wayback Machine)
- Hotel Foulpointe Tamatave Madagascar Découverte de la végétation luxuriante à Foulpointe  Arhivirana inačica izvorne stranice od 8. prosinca 2015. (Wayback Machine)